# Cyprinodon pachycephalus
Cyprinodon pachycephalus је зракоперка из реда Cyprinodontiformes и фамилије Cyprinodontidae.

## Угроженост
Ова врста је крајње угрожена и у великој опасности од изумирања.

## Распрострањење
Ареал врсте је ограничен на једну државу. 
Мексико је једино познато природно станиште врсте.

## Станиште
Станиште врсте су слатководна подручја.